# Pugno precordiale
Il pugno precordiale è una tecnica di defibrillazione meccanica manuale, caratterizzata dalla somministrazione di un pugno sullo sterno, all'altezza del cuore.

## Storia
James E. Pennington e Bernard Lown dell'Università di Harvard hanno il merito di aver formalizzato questa tecnica nella letteratura medica, infatti pubblicarono il loro rapporto sul New England Journal of Medicine all'inizio degli anni 1970. 
Richard S. Crampton e George Craddock, dell'Università della Virginia, hanno contribuito a promuovere l'uso del pugno precordiale da parte dei paramedici attraverso un curioso incidente: nel 1970, la Charlottesville-Albemarle Rescue Squad stava trasportando un paziente con un ritmo cardiaco instabile in quella che allora veniva chiamata "unità mobile di terapia coronarica", quando il veicolo ha urtato inavvertitamente un rallentatore nel parcheggio di un centro commerciale facendo scuotere il mezzo e i loro occupanti: questo movimento fece ripristinare il normale ritmo cardiaco del paziente. 
Ulteriori ricerche hanno confermato che i pazienti con aritmie potenzialmente letali che ricevono il pugno precordiale potrebbero salvarsi.

## Principio
Questa manovra in rari casi ha permesso di convertire la fibrillazione ventricolare o la tachicardia ventricolare in un ritmo cardiaco efficace, ma più frequentemente può non avere alcuna efficacia o addirittura causare una conversione opposta, provocando in ultimo un'asistolia. Si tratta di una manovra che, oltre a non essere sostitutiva del defibrillatore e che non può essere ripetuta, è eseguibile solo da operatori sanitari opportunamente addestrati.
Il pugno precordiale è una manovra caratterizzata da una singola esecuzione: un pugno, dato con la parte ulnare del polso, impresso nella metà inferiore dello sterno. La forza della manovra viene regolata e limitata facendo partire il pugno da una distanza di circa 20 centimetri dal petto; una volta scagliato il pugno, si deve subito ritrarre la mano. Si ipotizza che il pugno precordiale funzioni grazie all'energia meccanica impressa (circa 20 joule), la quale si converte in energia elettrica sufficiente per una cardioversione nei primi secondi successivi a un arresto cardiocircolatorio.

## Applicazione
Questa tecnica è un intervento terapeutico con evidenza scientifica di classe II B (quindi ritenuta accettabile, possibilmente utile), per questo la manovra è raccomandata solo quando non si ha a disposizione un defibrillatore, e unicamente quando si ha testimonianza visiva diretta dell'insorgenza dell'arresto cardiaco: deve essere effettuata entro i primi 10 (massimo 30) secondi dal verificarsi del fenomeno.